# Emergency Alert System

Logotipo atual

O Emergency Alert System (EAS), ou em tradução livre Sistema de Alerta de Emergência, é um sistema de alerta nacional nos Estados Unidos estabelecido em 1 de janeiro de 1997 (aprovado pela Comissão Federal de Comunicações (FCC) em novembro de 1994), quando substituiu o Emergency Broadcast System (EBS), que por sua vez substituiu o sistema CONELRAD. O EAS oficial é projetado para permitir que o Presidente dos Estados Unidos fale com os Estados Unidos dentro de 10 minutos. Além desse requisito, o EAS também é projetado para alertar o público sobre emergências climáticas locais, como tornados e enchentes (e, em alguns casos, trovoadas severas, dependendo da gravidade da tempestade). O mais recente Teste Nacional EAS foi realizado em 3 de outubro de 2018 às 14:18 EDT (11:18 am PDT). Este teste foi o segundo teste nacional do Integrated Public Alert and Warning System (IPAWS) e Wireless Emergency Alerts (WEA). Esse teste ocorreu dois minutos antes do teste principal, às 2:18 pm EDT (11:18 am PDT).  A próxima data do teste não foi agendada.
O EAS é coordenado conjuntamente pela Agência Federal de Gestão de Emergências (FEMA), pela Comissão Federal de Comunicações (FCC) e pela Administração Nacional Oceânica e Atmosférica (NOAA). As regulações e padrões do EAS são regidos pelo Departamento de Segurança Pública e Interna da FCC.
Organizações autorizadas são capazes de disseminar e coordenar alertas de emergência e mensagens de aviso através do EAS e outros sistemas públicos por meio do IPAWS. As mensagens do EAS são transmitidas principalmente por meio de rádio e televisão terrestres ou via satélite (incluindo televisão por difusão e multicanais), que são obrigadas a participar do sistema. Os Wireless Emergency Alerts, ou Alertas de Emergência Sem Fio, são um sistema secundário que usa a difusão celular para transmitir alertas públicos para celulares.

## Conceito técnico
As mensagens no EAS são compostas de quatro partes: um cabeçalho SAME codificado digitalmente, um sinal de atenção, um anúncio de áudio, e um marcador de fim de mensagem codificado digitalmente.

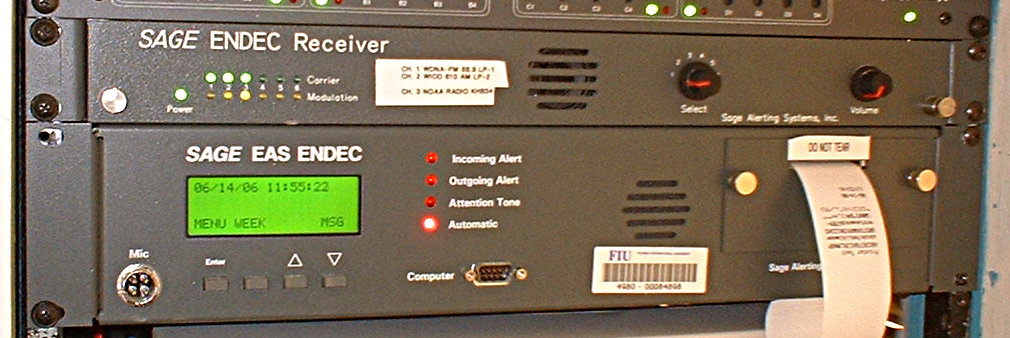
Uma unidade Sage EAS ENDEC.

O SAME headerⓘ é a parte mais crítica do design do EAS. Ele contém informações sobre quem originou o alerta (o Presidente, autoridades estaduais ou locais, o Serviço Nacional de Meteorologia (NOAA / NWS) ou a emissora), uma descrição breve e geral do evento (tornado, inundação, forte tempestade), as áreas afetadas (até 32 condados ou estados), a duração esperada do evento (em minutos), a data e a hora em que foi emitido (em UTC), e uma identificação da estação de origem.
77 estações de rádio são designadas como Estações Primárias Nacionais no Sistema de Ponto de Entrada Primário (PEP) para distribuir mensagens presidenciais para outras estações de transmissão e sistemas de cabo. A Emergency Action Notification, ou Notificação de Ação de Emergência, é a notificação aos radiodifusores de que o Presidente dos Estados Unidos ou seu representante entregará uma mensagem através do EAS através do sistema PEP.

## Incidentes

### Alarmes falsos

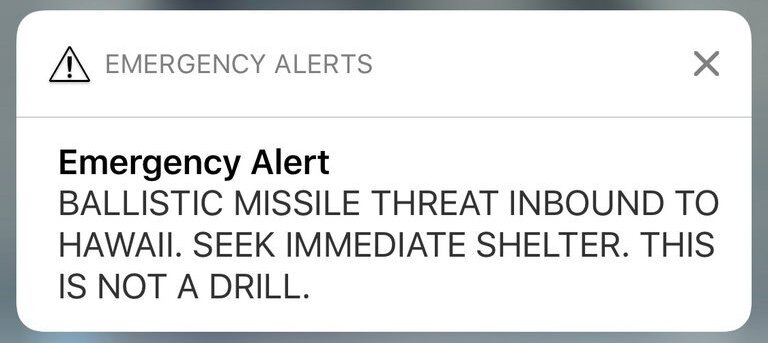
Em 13 de janeiro de 2018, um alarme falso foi emitido alertando sobre uma ameaça de míssil para o Havaí.

- No dia 13 de janeiro de 2018 às aproximadamente 8:07 a.m. na hora local, a Agência de Gerenciamento de Emergências do Havaí (HI-EMA) erroneamente emitiu um alerta de emergência da entrada de um míssil balístico ameaçando a região, que dizia não ser um teste. 38 minutos depois, foi anunciado pelo HI-EMA e pelo Departamento de Polícia de Honolulu que o alerta era um alarme falso.[8][9] O incidente ocorreu em meio a uma preocupação crescente com a possibilidade de o Havaí ser alvo de mísseis norte-coreanos (em dezembro de 2017, o Havaí testou suas sirenes de mísseis pela primeira vez desde a Guerra Fria).[10] O administrador do HI-EMA, Vern Miyagi, afirmou que o incidente foi um "erro cometido durante um procedimento padrão na troca de turno".[11]